# Casa Cruz
A Casa Cruz foi uma tradicional rede de papelarias localizadas na cidade do Rio de Janeiro e na região do Grande Rio.
Contava com sete lojas espalhadas pela Grande Rio — Centro, Tijuca, Copacabana, Madureira, Campo Grande, Nova Iguaçu e Niterói. O sítio e loja virtual entraram em funcionamento em 2001 Vendia também livros, principalmente didáticos e paradidáticos, dicionários, etc. Além de comercializar produtos com suas marcas próprias: “Casa Cruz”, “Silhueta”, etc., como cadernos de música, de desenho, cadernetas, etc.

## História
Foi fundada em 6 de dezembro de 1893 por José Rodrigues da Cruz, fruto de um desentendimento com o seu pai, o comerciante português Manoel Rodrigues da Cruz, ambos mantinham, desde 1870, uma loja de artigos marítimos, tais como lampiões e vidros redondos para as vigias dos navios, cuja lapidação era feita por um processo extremamente rudimentar. Tal loja era situada à rua Teófilo Otoni.
A primeira papelaria foi fundada na atual rua Ramalho Ortigão. Diversas vezes a papelaria do Largo de São Francisco de Paula sofreu incêndios, o último deles em dezembro de 2007.
Em agosto de 2017, todas as lojas físicas da rede foram fechadas, mantendo somente a loja virtual.
A partir de 2018, a loja virtual também fechou, encerrando a história de uma das maiores papelarias do estado do Rio de Janeiro e a mais conhecida em Niterói e na capital Fluminense.

## Localização das lojas
- Centro
- Praça Sáenz Peña, Tijuca
- Madureira
- Copacabana
- Campo Grande
- Niterói
- Nova Iguaçu
- Loja virtual (suporte)